# Enantiodromia
Enantiodromia (dal greco antico ἐναντιοδρομία, composto di enantios, opposto e dromos, corsa) significa letteralmente corsa nell'opposto. Con questo concetto, nella filosofia di Eraclito, è indicato il gioco degli opposti nel divenire, cioè la concezione secondo la quale tutto ciò che esiste passa nel suo opposto.
(Eraclito, Frammenti)
Nella psicologia dello psichiatra e psicanalista svizzero Carl Gustav Jung, il termine sta a indicare il manifestarsi, specialmente in successione temporale, del principio opposto inconscio.
(Carl Gustav Jung, Dizionario di Psicologia Analitica)